# Раад-2 (САУ)
Раад-2 (перс.:رعد-۲, Гром-2) — иранская самоходная артиллерийская установка.

## Разработка
В начале сентября 1997 года сообщалось, что Иран успешно провёл испытания скорострельной САУ местного производства, известной как Раад-2 («Гром-2»).
САУ использует башню, имеющую аналогичную компоновку с 155-мм САУ M109A1. Организация оборонной промышленности Ирана заявила, что 155-мм Гаубица HM44, изготовленная на заводе в Хадиде, обладает высокой скорострельностью и точностью. Сообщается, что дальность стрельбы составляет 30 км, а также включает в себя такие функции, как лазерный дальномер и полуавтоматическую систему заряжания.
Орудие выглядит точно так же, как 155-мм пушка М185 от M109A1 и оснащено двойным дефлекторным дульным тормозом, дымососом, винтовым затвором, гидропневматическим рекуператором и гидравлическим тормозом отката. Сообщается, что ресурс ствола составляет около 5000 выстрелов.
Используется шасси на базе Т-72, отличающееся крышкой вентилятора охлаждения на шасси. Корпус предположительно сделан на базе БМП-1.

## На вооружении
Raad-2 эксплуатируется как Армией Исламской Республики Иран, так и Корпусом стражей Исламской революции.

## Варианты
- Раад-2 — базовая версия САУ с российским дизелем В-84МС типа В12[8]
  - Раад-2М — Раад-2, модернизированный двигателем 5ТДФ украинского производства вместо дизельного двигателя В-8.[8]